# Катя Попова
Катя Асенова Попова (болг. Катя Асенова Попова; нар. 21 січня 1924, Плевен, Болгарія — пом. 24 листопада 1966, Братислава, Словаччина) — оперна співачка (ліричне сопрано). Народна артистка Народної Республіки Болгарія. Лауреат Димитровської премії I ступеня (1959).

## Походження та навчання
Катя Попова народилася 21 січня 1924 року в Плевені в сім'ї з музичними інтересами. З раннього віку вона грала на фортепіано і брала участь у шкільних виставах.
Співу навчалася в Софійській музичної академії (педагог — Мара Марінова-Цибулка), яку закінчила 1947 року. Потім удосконалювала свою майстерність у Асена Димитрова та Каті Спирідонової.

## Творчість
На сцені Софійській опери дебютувала 3 листопада 1947 році в ролі Есмеральди в опері «Продана наречена» Б. Сметани, а згодом виконала свій перший сольний концерт.
У 1955—1956 роках стажувалася у московському Большому театрі, де працювала з педагогом-вокалом Сергієм Мігаєм та режисером Борисом Покровським. Перебування в Радянському Союзі завершується великими гастролями по всій країні.
З успіхом виступала на сценах Большого театру (Москва), «Гранд-Опера» і «Опера-Комік» (Париж), концертувала у Відні, Афінах, Празі, Белграді, Києві, Ленінграді, Одесі, Харкові, Свердловську, Скоп'є та інших містах.
Виконавиця головних партій в операх Чайковського, Ш. Гуно, Д. Пуччіні, Ж. Массне тощо.

## Загибель
Востаннє Катя Попова виступила у ролі Мімі в «Богемії» Джакомо Пуччіні в прем'єрі нової постановки Софійської опери 20 листопада 1966 року
Загинула на 43-у році життя 24 листопада 1966 року в результаті авіакатастрофи літака Іл-18 авіакомпанії «Балкан» неподалік Братислави.

## Родина
- Молодша сестра Діана Попова також співачка, працює в Софійську театрі опери.[1]

## Обрані партії
- Маргарита, «Фауст» Шарля Гуно
- Манон Леско, «Манон» Жюля Массне
- Мімі, «Богема» Джакомо Пуччіні

## Нагороди та премії
- Орден «Червоний Прапор Праці»
- Орден Народної Республіки Болгарія III ступеня (1959)
- Димитровська премія I ступеня (1959) (за виконання ролі Наташі в опері «Війна і мир» С. С. Прокоф'єва і Маргарити в «Фаусті» Гуно)
- I премія IV Всесвітнього фестивалю молоді і студентів у Бухаресті (1953)
- II премія Міжнародного музичного конкурсу в Празі (1954).